# 25 років незалежності України (золота монета)
«25 ро́ків незале́жності Украї́ни» — золота ювілейна монета номіналом 250 гривень, випущена Національним банком України. Присвячена відновленню української державності в новітній період історії. Акт проголошення незалежності України, прийнятий Верховною Радою України 24 серпня 1991 року, став для народу України доленосним історичним документом, який відобразив віковічні прагнення українців до створення самостійної, соборної, суверенної і демократичної України.
Монету введено в обіг 17 серпня 2016 року. Вона належить до серії «Відродження української державності».

## Опис монети та характеристики
| Номінал грн. | Метал           | Маса, г      | Діаметр, мм | Якість виготовлення       | Гурт                           | Тираж, штук |
| ------------ | --------------- | ------------ | ----------- | ------------------------- | ------------------------------ | ----------- |
| 250          | золото (Au 900) | 62,2 / 69,11 | 42,0        | спеціальний анциркулейтед | гладкий із заглибленим написом | 400         |

### Аверс
На аверсі монети розміщено: на матовому тлі напис півколом «УКРАЇНА» (угорі), номінал «ДВІСТІ П'ЯТДЕСЯТ ГРИВЕНЬ» (унизу); у центрі, на дзеркальному тлі, у колі зі стилізованого рослинного орнаменту — малий Державний Герб України, під яким — рік карбування монети «2016».

### Реверс
На реверсі монети на тлі стилізованого букета зображено мапу України з жовто-блакитним прапором (елемент оздоблення — емаль) та написи «25 РОКІВ» (над мапою), «НЕЗАЛЕЖНОСТІ УКРАЇНИ» (на карті).

## Автори

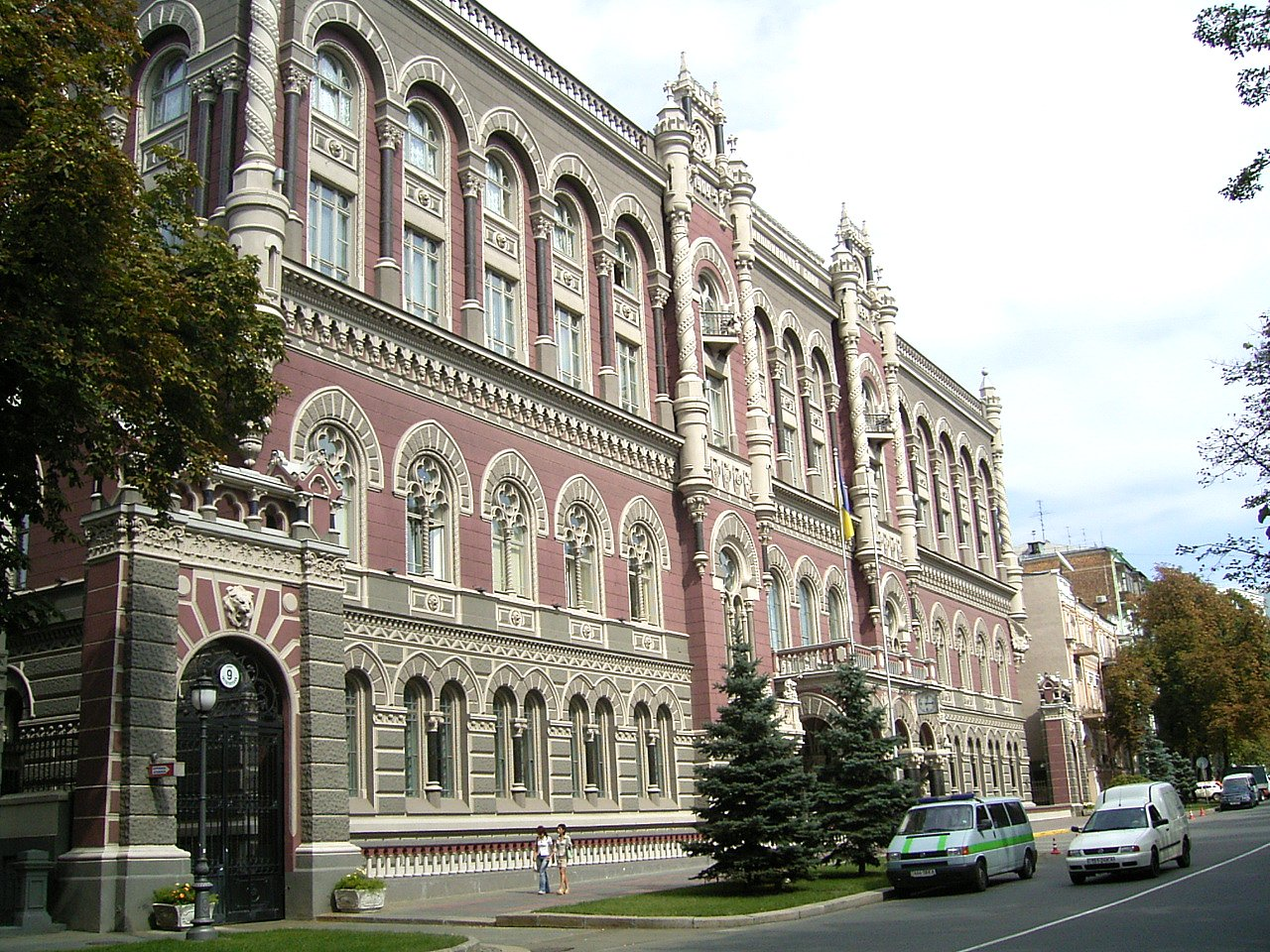
Будівля Національного банку України

- Художники: Таран Володимир, Харук Олександр, Харук Сергій.
- Скульптори: Дем'яненко Анатолій, Дем'яненко Володимир.

## Вартість монети
Увесь тираж золотих пам'ятних монет «25 років незалежності України» було реалізовано на аукціонах Універсальної товарної біржі «Контрактовий дім УМВБ».
Фактична приблизна вартість монети з роками змінювалася так:
| Рік        | 2017    | 2018    | 2019    | 2020    | 2021    | 2022    | 2023    | 2024    | 2025    |
| ---------- | ------- | ------- | ------- | ------- | ------- | ------- | ------- | ------- | ------- |
| Ціна, грн. | 165 000 | 195 000 | 200 000 | 255 000 | 300 000 | 248 000 | 333 000 | 444 000 | 556 000 |